# Plistonax inopinatus
Plistonax inopinatus är en skalbaggsart som beskrevs av Lane 1960. Plistonax inopinatus ingår i släktet Plistonax och familjen långhorningar. Inga underarter finns listade i Catalogue of Life.